# Marie-Luise Scherer
Marie-Luise Scherer (* 15. Oktober 1938 in Saarbrücken; † 17. Dezember 2022 in Damnatz) war eine deutsche Schriftstellerin, Reporterin und Journalistin.

## Leben
Ohne Abitur und ohne Studium begann Marie-Luise Scherer als Reporterin beim Kölner Stadtanzeiger und schrieb dann für die Berliner Morgenpost und Die Zeit. Danach war sie von 1974 bis 1998 Autorin beim Spiegel, wo sie mit ihren literarischen Reportagen bekannt wurde. Zuletzt verfasste sie für Sinn und Form, eine in Berlin zweimonatlich erscheinende Zeitschrift für Literatur und Kultur, die von der Akademie der Künste herausgegeben wird, autobiographische Fragmente. In Heft 2/2023 erschien dort unter dem Titel Silben- und Freundschaftsarbeit die von Chefredakteur Matthias Weichelt verfasste Totenrede für Marie-Luise Scherer.
Über ihre Textproduktion, die sie als „Silbenarbeit“ charakterisierte, sagte sie: „Zwei gute Sätze an einem Tag sind ein Glück.“ Über 20 Jahre leistete man sich beim Spiegel eine Mitarbeiterin, die es maximal auf zwei Reportagen im Jahr brachte, schrieb Katharina Teutsch in der Frankfurter Allgemeinen Zeitung in ihrem Nachruf: „Die besten sind in bibliophilen Buchausgaben erhältlich.“
Friedmar Apel schrieb in der FAZ vom 4. Juni 2004: „In der Tradition Walter Benjamins ist Marie-Luise Scherer eine Physiognomikerin der Dingwelt, wie jener hat sie ihre Methode auch an den flüchtigen Erscheinungen der Kleidermode geschult.“
Gustav Seibt sagte: „Nichts scheint von ihrer eigenen Subjektivität übrig zu bleiben, außer einer übermäßig gesteigerten Empfindsamkeit, die noch beim Lesen fast schmerzhaft berührt. Der Tonfall ist völlig unfeuilletonistisch, er ist geprägt von einer fast unpersönlichen Allwissenheit, die sich in einem allerdings zuweilen prunkvoll pathetischen Feststellungsduktus ausspricht. Hier redet die Welt selbst.“
Die Vergabe des Kunstpreises des Saarlandes 2012 an Scherer begründete die Jury u. a. so: „Ihre Texte setzen einen Akzent gegen die Schnelligkeit journalistischer Darstellungen, sie sind Erzählungen mit präzise recherchiertem Hintergrund.“
Ihre Texte wurden ins Französische, Italienische und Spanische übersetzt.

Scherer lebte in Damnatz, einem wendländischen Dorf an der Elbe, unweit der ehemaligen Grenze zur DDR. Sie starb Mitte Dezember 2022 im Alter von 84 Jahren. In seinem Nachruf in der Süddeutschen Zeitung apostrophierte Willi Winkler Marie-Luise Scherer als „Geschenk an die Sprache“: 

„Von Beruf war sie eine Reporterin, aber sie ging nicht in den Nachrichten, sondern in der Sprache auf. Mit ihrer Flaubert’schen Hingabe an Satz und Wort und jede einzelne Silbe übertraf sie alle und zwar wirklich alle zeitgenössischen Autoren.“

## Auszeichnungen
- 1970: Theodor-Wolff-Preis
- 1977: Egon-Erwin-Kisch-Preis für Der Zustand, eine hilflose Person zu sein in Der Spiegel
- 1979: Egon-Erwin-Kisch-Preis für Auf deutsch gesagt: gestrauchelt in Der Spiegel
- 1989: Siebenpfeiffer-Preis
- 1994: Ludwig-Börne-Preis
- 2008: Italo-Svevo-Preis
- 2011: Heinrich-Mann-Preis
- 2012: Kunstpreis des Saarlandes (Literatur)
- 2015: Samuel-Bogumil-Linde-Preis gemeinsam mit Stefan Chwin
- 2015: Mitglied der Akademie der Künste, Berlin[11]

## Werke
- Ungeheurer Alltag. Geschichten und Reportagen. Rowohlt, Reinbek 1988, ISBN 3-498-06225-5.
- Der Akkordeonspieler. Wahre Geschichten aus vier Jahrzehnten, Reihe Die Andere Bibliothek, Hrsg. von Hans-Magnus Enzensberger bei Eichborn, Frankfurt am Main 2004, ISBN 3-8218-4541-4 (Taschenbuchausgabe: Fischer, Frankfurt am Main 2006).
- Die Bestie von Paris und andere Geschichten. Verlag Matthes & Seitz Berlin 2012.[12]
- Die Hundegrenze. Verlag Matthes & Seitz Berlin 2013, ISBN 978-3-88221-077-4.
- Unter jeder Lampe gab es Tanz. Wallstein Verlag 2014, ISBN 978-3-8353-1420-7.
- Der Akkordeonspieler. Verlag Matthes & Seitz Berlin 2017, ISBN 978-3-95757-325-4